# Jurij Tepeš
Jurij Tepeš, né le 14 février 1989 à Ljubljana, est un sauteur à ski slovène. Il est deux fois vainqueur sur le tremplin de Planica en Coupe du monde et est un spécialiste de vol à ski.

## Biographie
Membre du club SD Dolomiti, il connaît une carrière junior fournie en succès, commencée en 2002, remportant deux titres de champion du monde junior par équipes en 2005 et 2007. En individuel, il est médaillé de bronze en 2005 et d'argent en 2006, derrière Gregor Schlierenzauer. Dans la Coupe continentale, il monte sur son premier podium en décembre 2005 à Harrachov.
Participant à la Coupe du monde depuis 2006, il marque ses premiers points en décembre 2007 à Villach et remporte sa première épreuve dans l'élite le 24 mars 2013 à Planica (Slovénie) après un premier podium obtenu à Harrachov. Il rencontre également souvent le succès lors des épreuves par équipes, ayant remporté neuf dont la première en février 2012 à Oberstdorf, après un premier podium en mars 2011 à Planica. 
En 2010, il est notamment sixième de la compétition individuelle aux Championnats du monde de vol à ski à Planica.
Aux Championnats du monde 2011 à Oslo, il est médaillé de bronze par équipes avec Peter Prevc, Jernej Damjan et Robert Kranjec, ce qui est son premier podium au niveau mondial. À l'été 2011, il s'illustre pour la première fois individuellement en remportant la manche du Grand Prix à Almaty. Il finira deuxième du classement général lors de l'édition suivante, où il gagne encore à Almaty.
Au niveau national, il remporte son premier titre au tremplin normal en 2011, avant de gagner les deux titres individuels en 2012.
Aux Championnats du monde de vol à ski 2012, il est médaillé de bronze par équipes et améliore le record national avec un saut de 235,5 mètres.
Jurij Tepes prend part aux Jeux olympiques de 2014 à Sotchi, où il est 20e et 26e en individuel, ainsi que cinquième par équipes.
En mars 2015, il remporte son deuxième succès en Coupe du monde, encore à Planica, devant Peter Prevc. Il saute à 244 mètres au deuxième tour et obtient la note de vingt sur vingt de la part de tous les juges. Il finit aussi troisième du classement du vol à ski cette saison.
Il obtient son septième et ultime podium individuel dans la Coupe du monde en février 2017, aussi en vol à ski à Oberstdorf. Ses résultats se dégradent ensuite et manque la sélection pour les Jeux olympiques d'hiver de 2018 à Pyeongchang, puis il est relégué en équipe nationale B en 2019. Il prend sa retraite sportive à l'issue de la saison 2019-2020, espérant de devenir entraîneur.
Faisant partie d'une famille de sauteurs à ski, il est le fils de Miran Tepeš, médaillé olympique en 1988 et le frère d'Anja Tepeš actuellement en activité.

## Palmarès

### Jeux olympiques d'hiver
| Épreuve / Édition | Sotchi 2014 |
| Petit tremplin    | 26e         |
| Grand tremplin    | 20e         |
| Par équipes       | 5e          |

### Championnats du monde
| Épreuve / Édition | Épreuve / Édition | Oslo 2011 | Val di Fiemme 2013 | Falun 2015 | Lahti 2017 |
| Petit tremplin    | Petit tremplin    | -         | -                  | 41e        | -          |
| Grand tremplin    | Grand tremplin    | 20e       | 28e                | -          | 34e        |
| Par équipes       | Grand tremplin    | Bronze    | 6e                 | 6e         | 5e         |

### Championnats du monde de vol à ski
| Épreuve / Édition | Planica 2010 | Vikersund 2012 | Harrachov 2014 | Kulm 2016 |
| Individuel        | 6e           | 12e            | 15e            | 9e        |
| Par équipes       | 6e           | Bronze         |                | 4e        |

### Coupe du monde
- Meilleur classement général : 13e en 2013 et 2015.
- 3e du classement du vol à ski en 2015.
- 7 podiums individuels : 2 victoires, 1 deuxième place et 4 troisièmes places.
- 16 podiums par équipes, dont 9 victoires.

Palmarès à l'issue de la saison 2016-2017

#### Victoires individuelles
| Année     | Lieu               |
| 2012-2013 | Planica (Slovénie) |
| 2014-2015 | Planica (Slovénie) |

#### Différents classements en Coupe du monde
| Année     | Classement général final |
| 2007-2008 | 56e                      |
| 2009-2010 | 71e                      |
| 2010-2011 | 34e                      |
| 2011-2012 | 24e                      |
| 2012-2013 | 13e                      |
| 2013-2014 | 18e                      |
| 2014-2015 | 13e                      |
| 2015-2016 | 21e                      |
| 2016-2017 | 20e                      |
| 2017-2018 | 50e                      |
| 2018-2019 | 59e                      |
| 2019-2020 | 49e                      |

### Championnats du monde junior
| Épreuve / Édition | Stryn 2004 | Rovaniemi 2005 | Kranj 2006 | Tarvisio 2007 |
| Individuel        | 32e        | Bronze         | Argent     | 7e            |
| Par équipes       | 5e         | Or             | Argent     | Or            |

### Grand Prix
- Meilleur classement général : 2e en 2012.
- 4 podiums individuels, dont 2 victoires.

### Coupe continentale
- 7 podiums, dont 2 victoires.